# Duga

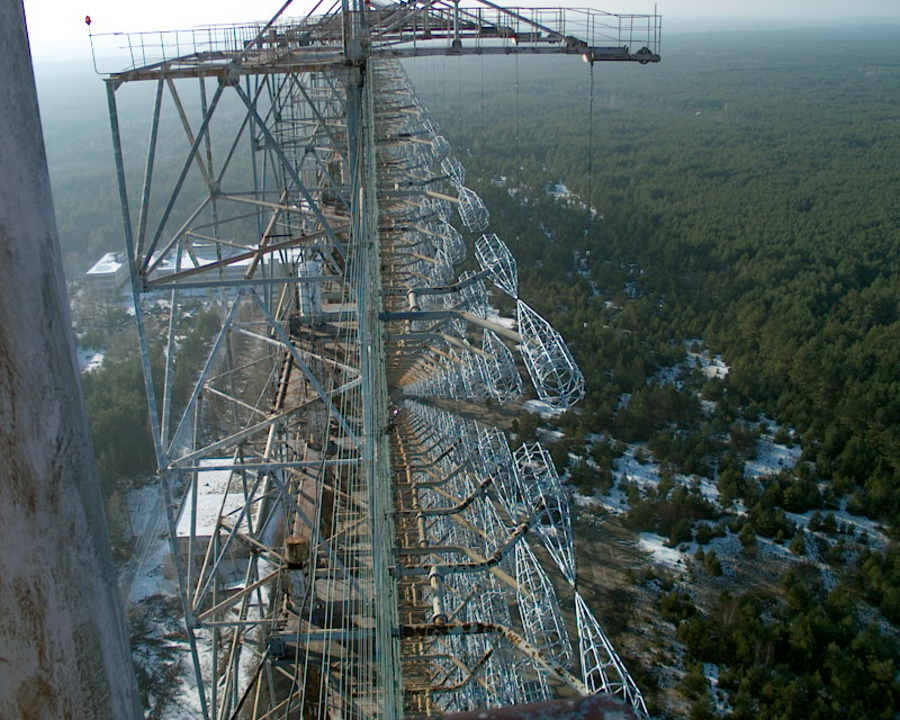
Duga-3-anläggningen utanför Tjernobyl.

Duga (ryska: Дуга, "båge" på svenska) var ett sovjetiskt "over-the-horizon"-försvarssystem som sände ut den ökända "Ryska hackspetten", en signal som kunde höras på kortvågsradioband runt om världen mellan juli 1976 och december 1989. Den lät som ett skarpt, repetitivt knackljud, på 10 Hz, vilken gav den namnet "Hackspetten". Duga-3 sände med mycket breda sidband, som sände mycket korta pulser och var extremt kraftfull, i vissa fall över 10 MW.
De slumpmässiga hoppen mellan frekvenser störde legitima sändningar och amatörradio, vilket resulterade i tusentals klagomål från många av världens länder. Störningarna blev en såpass stor olägenhet att TV-apparater och radioamatörer började arbeta med att lägga till en inbyggd krets i påverkad utrustning för att motverka störningarna. Även grammofoner och bandspelare kunde bli drabbade. Sverige var extra drabbat av störningarna då Duga-3 sändaren i Ukraina var riktad nordväst mot Mellansverige och vidare mot Nordamerika via Grönland. 
Signalen troddes länge vara från ett försvarssystem och denna teori bekräftades efter Sovjetunionens fall. Det är nu känt att källan var "Duga-3", som var en del av det sovjetiska ABM-systemet. Detta var något NATO:s underrättelseverksamhet var väl medveten om när de fotograferade anläggningen och gav det NATO-rapporteringsnamnet "Steel Yard".

## Historia
Sovjet hade länge arbetat med att ta fram radaranläggningar för sina anti-ballistiska missilsystem under 1960-talet. De flesta som togs fram under denna period var dock "line of sight"-anläggningar som endast var användbara för avlysning och radioanalyser. Inga av dessa tidiga system kunde ge information om eventuella attacker i tid, vilket krävs för att militären ska kunna förbereda och planera inför en eventuell attack. En "over-the-horizon"-radar skulle inte ha något av dessa problem och arbetet med ett sådant system påbörjades därför i slutet av 1960-talet.
Det första experimentsystemet Duga, byggdes utanför Mykolaiv i Ukraina, med möjligheten att upptäcka en uppskjutning från Baikonur Cosmodrome. Denna experimentanläggning ersattes senare av prototypen Duga, byggd på samma plats som experimentsystemet och kunde upptäcka inkommande hot från Öst samt ubåtar i Stilla Havet. Dessa radarsystem var riktade åt Öst och hade en relativt låg effekt men experiment- och testanläggningarna visade att tekniken och tillvägagångssättet fungerade tillfredsställande och arbetet med Duga-1 systemet påbörjades. 

## Försvinnande
Med en början på det sena 1980-talet sändes signalen mer sällan, och den försvann helt och hållet 1989. Även om inga officiella anledningar till stängningen av Duga-3-anläggningen har blivit tillkännagivna, är det sannolikt att nedtrappningen av kalla kriget spelade en ledande roll.
Duga-3-anläggningen står kvar än idag (2019) och har använts av radioamatörer för att sända och ta emot signaler (genom deras egna antenner).

## Positioner
- Duga-1 och -2, Mykolajiv, 47°02′28.33″N 32°11′57.29″Ö / 47.0412028°N 32.1992472°Ö
- Duga-3, Homel/Minsk, (Tjernobyl-2) 51°18′19.06″N 30°03′57.35″Ö / 51.3052944°N 30.0659306°Ö och 51°38′15.98″N 30°42′10.41″Ö / 51.6377722°N 30.7028917°Ö
- Duga-3, Komsomolsk-na-Amure, 50°53′34.66″N 136°50′12.38″Ö / 50.8929611°N 136.8367722°Ö och 50°23′07.98″N 137°19′41.87″Ö / 50.3855500°N 137.3282972°Ö

## I populärkulturen
Datorspelet S.T.A.L.K.E.R.: Shadow of Chernobyl av det ukrainska spelbolaget GSC Game World handlar till stor del om Tjernobyls kärnkraftverk och olyckan där. Flera platser från verkligheten finns med i spelet, bland annat Duga-3-anläggningen som i spelet heter "the Brain Scorcher" och är en maskin som kontrollerar folks tankar.